# Otočje Hawar
Otočje Hawar (ar. جزر حوار) je skupina pustih otoka; od kojih su svi osim jednog dio Bahreina, dok južnim, malim i nenaseljenim otokom Jinan upravlja Katar kao dio svoje općine Al-Shahaniya. Otočje se nalazi uz zapadnu obalu Katara u Bahreinskom zaljevu Perzijskog zaljeva.

## Opis
Otoci su nekoć bili jedno od naselja bahreinske grane plemena Dawasir koji su se tamo naselili početkom 19. stoljeća. Otoci su prvi put istraženi 1820. godine, kada su nazvani Upravnikovi otoci, a zabilježena su dva sela. Sada su nenaseljeni, osim policijskog garnizona i hotela na glavnom otoku; pristup svima osim samom otoku Hawar strogo je ograničen. Lokalnim ribarima dopušten je ribolov u susjednim vodama, a postoji i rekreacijski ribolov i turizam na i oko otoka. Slatke vode uvijek je bilo malo; povijesno se dobivao površinskim sakupljanjem, a čak i danas, s postrojenjem za desalinizaciju, potrebno je unositi dodatne zalihe.

## Geografija
Unatoč njihovoj blizini Katara (udaljeni su samo oko 1 km od katarskog kopna i oko 16 km od glavnih otoka Bahreina), većina otoka pripada Bahreinu, nakon što je spor između Bahreina i Katara riješen 2001. Otoci su prije bili podudarni s okrugom ili Minṭaqat Juzur Ḥawār, a sada se njima upravlja kao dijelom Južnog guvernorata Bahreina. Kopnena površina otoka je otprilike 52 km2.
Iako postoji 36 otoka u skupini, mnogi od manjih otoka tek su nešto više od nakupina pijeska ili šljunka na područjima izložene kamene podloge oblikovane tekućim procesima sedimentacije i akrecije. Često se opisuje kao arhipelag od 16 otoka. Otok Janan, južno od otoka Hawar, zakonski se ne smatra dijelom grupe i u vlasništvu je Katara.

### Separatistički pokret
Hawarski separatisti imaju predstavnika u Francuskoj, koji se zalaže za stvaranje neovisnog Emirata otoka Hawar. Izvor, međutim, ne govori kakvu stvarnu potporu ima separatistički pokret na otočju Hawar. Zastava separatističkog pokreta viđena je u Parizu 1. svibnja 2002. Zastava je tamnocrveni pravokutnik s bijelim trokutom na koplje. Trokut je od crvenog polja odvojen zelenim rubom, au gornjem i donjem dijelu zastave nalaze se dvije tanke zelene pruge. Unutar bijelog trokuta nalazi se žuto sunce od 14 zraka obrubljeno smeđom bojom. Tamnocrvena označava nacionalni ponos i domovinu, zelena proljeće, a bijela čistoću.

## Flora i fauna
Otoci su dom mnogim vrstama ptica, posebice perzijskim vrancima (Phalacrocorax nigrogularis). Na otoku Hawaru postoje mala stada arapskog oriksa i pješčanih gazela, a u okolnom moru živi velika populacija dugonga.

### Očuvanje
Otoci su 1997. godine uvršteni na popis Ramsarskih područja. Godine 2002. vlada Bahreina podnijela je zahtjev da se otoci priznaju kao svjetska baština zbog njihovog jedinstvenog okoliša i staništa za ugrožene vrste, no prijava je na kraju odbijena.

## Uprava
Otoci su se prije prostorno podudarali s regijom ili Minṭaqat Juzur Ḥawār (مِنْطَقَة جُزُر حَوَار), a sada se njima upravlja kao dijelom Južnog guvernerata Bahreina.
Otok Jinan je pod upravom općine Al-Shahaniya u Kataru.

## Turizam
Ekologija otoka privlači brojne ptice, orikse, gazele i sokotranske kormorane. Otoci su povezani kratkom 25 km vožnje trajektom iz Maname i navodno imaju potencijal da se razviju kao destinacija za plažni turizam.

## Otoci
Daleko najveći otok je Hawar, koji broji više od 41 km 2 (15 kvadratnih milja) od 54,5 km 2 (21 sq. mi.) površine kopna. Po veličini slijede Suwād al Janūbīyah, Suwād ash Shamālīyah, Rubud Al Sharqiyah, Rubud Al Gharbiyah i Muhazwarah (Umm Hazwarah).
| Ime                             | Koordinate                                    | Najviši vrh [m] | Bilješka |
| ------------------------------- | --------------------------------------------- | --------------- | --- |
| Hawar                           | 25°39′19″N 50°44′58″E / 25.65528°N 50.74944°E | 22.0            | Otok je dug 18 km, a širok od 5,2 do 0,9 km. Kontinuirani kompleks plažnog grebena na zapadnoj obali, s kosom podlogom koja se uzdiže od zapada prema istoku. |
| Suwād al Janūbīyah              | 25°38′33″N 50°47′59″E / 25.64250°N 50.79972°E | 4.0             | Južni Suwad. Akumulacije pijeska i šljunka, subqa i ravni prekriveni solju s područjima izložene površinske stijene, stijena na plaži na sjeveru. Blato, pprudovi i pličine na jugu, pješčane plaže. Dom je velike kolonije vranaca na Socotri, koja predstavlja više od 10% svjetske populacije.                                            |
| Suwād ash Shamālīyah            | 25°40′29″N 50°48′36″E / 25.67472°N 50.81000°E | 3.0             | Sjeverni Suwad. Akumulacije pijeska i šljunka, subqa i ravnice prekrivene solju, područja s kamenim plažama na sjeveru, sprudovi i plićaci na jugu i jugoistoku, pijesak nošen vjetrom, plaže. |
| Rubud Al Sharqiyah              | 25°45′03″N 50°46′54″E / 25.75083°N 50.78167°E | 0.8             | Istočni Rubud. Akumulacije pijeska i šljunka, subqa i ravni prekriveni solju, olujne plaže na sjeveru i sjeveroistoku, muljevite ravnice, sprudovi i plitke lagune na jugu i istoku velika područja stijena na plaži i grebena. Otoci uz izložene stijene na plaži i otočići s vegetacijom. Značajna kolonija čaplji na zapadnom grebenu. /> |
| Rubud Al Gharbiyah              | 25°45′07″N 50°45′58″E / 25.75194°N 50.76611°E | 1.0             | Zapadni Rubud. Akumulacije pijeska i šljunka, subqa i optočene ravnice, olujne plaže na sjeveru i zapadu, muljevite ravnice, sprudovi i plitke lagune na jugu i istoku. Otoci uz izložene stijene na plaži i otočići s vegetacijom. Značajna kolonija čaplji na zapadnom grebenu.                                                            |
| Muhazwarah (Umm Hazwarah)       | 25°39′46″N 50°46′28″E / 25.66278°N 50.77444°E | 12.5            | Stijene (izloženi slojevi), iskopane litice, male pješčane ili šljunčane plaže, uzdignute morske terase s pješčanim izljevima južnog aspekta akumulacije pijeska iza. Središnji otvoreni wadi s rubnim stijenama. |
| Umm Jinni                       | 25°40′31″N 50°47′05″E / 25.67528°N 50.78472°E | 0.5             | Akumulacije pijeska i šljunka s područjima kamenih plićaka na plaži i okolnim plitkim lagunama. |
| Ajirah                          | 25°44′24″N 50°49′24″E / 25.74000°N 50.82333°E | 7.0             | Stijene (izloženi slojevi), iskopane litice i područja stijena na plaži i grebena. Pojedinačna morska terasa s pješčanim pljuskama na jugozapadu, pijeskom i šljunkom iza. |
| Bū Sadād (Bu Sa’adad) (skupina) | 25°37′31″N 50°46′37″E / 25.62528°N 50.77694°E | 2.0             | Akumulacije pijeska i šljunka s područjima stijena na plaži, plićacima i plitkim lagunama u okruženju. Olujne plaže sjeverni aspekti. Otoci – različiti s muljevitim pijeskom i otkrivenim stjenovitim otočićima s vegetacijom. |
| Al Hajiyat (skupina)            | 25°42′00″N 50°48′00″E / 25.70000°N 50.80000°E | 7.5             | Skupina od 3 otoka. Stijene (izloženi slojevi), terasasto usječene litice, male pješčane ili šljunkovite plaže, grebeni. |
| Al Wukūr (Al Wakur) (skupina)   | 25°39′13″N 50°48′54″E / 25.65361°N 50.81500°E | 10.0            | Izolirane morske hrpe s šljunkovitim plažama s okolnom plitkom lagunom. |
| Bu Tammur (skupina)             | 25°37′00″N 50°47′00″E / 25.61667°N 50.78333°E | 1.5             | Izolirane potkopane jako fosilizirane kamene platforme. |

## Vanjske poveznice
- (engl.) Odluka Međunarodnog suda pravde o sporu oko otočja Hawar (2001.)

### Zemljovidi
- Osnovna karta s nazivima i obilježjima otoka, str. 3
- Topografska karta  Arhivirana inačica izvorne stranice od 4. ožujka 2016. (Wayback Machine)
- Geološka karta  Arhivirana inačica izvorne stranice od 4. ožujka 2016. (Wayback Machine)
- Navigacijska karta, Bahrain & Hawar  Arhivirana inačica izvorne stranice od 3. ožujka 2016. (Wayback Machine)  </link>
- Fotografija iz zraka  Arhivirana inačica izvorne stranice od 3. ožujka 2016. (Wayback Machine)

### Mediji
- Bahrain Desert Birds, BBC Planet Earth. Preuzeto iz "Shallow Seas" (2006).